# Eucycliophora
Eucycliophora är en klass av djur. Eucycliophora ingår i fylumet ringbärare och riket djur.
Klassen innehåller bara ordningen Symbiida. Eucycliophora är enda klassen i fylumet Cycliophora.